# Professor Ivo
Il Professor Anthony Ivo è un personaggio dei fumetti DC Comics. È uno scienziato pazzo dell'universo DC ed è il creatore degli androidi Amazo, Kid Amazo e Donna del domani.

## Biografia del personaggio
Ivo crebbe con una paralizzante paura della morte. Il pensiero che un giorno la sua vita sarebbe terminata era così forte che mancò persino al funerale di sua madre. Per Ivo evitare la morte divenne l'ossessione della sua vita. Così intraprese gli studi di cibernetica e presto divenne membro dell'organizzazione criminale Locus, dove maturò nuove visioni attraverso la dissezione di uno degli Appelaxiani. Utilizzò quella conoscenza per costruire Amazo e quindi combattere la Justice League of America nella speranza di usare i loro poteri per potersi permeare di immortalità.
Anni dopo, Ivo scoprì la pozione dell'immortalità e la bevve, ma scoprì che il siero oltre a rendere immortali aveva orribilmente sfigurato il suo volto, rendendo squamosa la sua pelle. Diede la colpa di ciò alla Justice League e sfociò in un'ulteriore follia attaccando la JLA in ulteriori occasioni. Costruì addirittura delle copie di se stesso così che gli avrebbero potuto fare compagnia. Questi duplicati, erano incontaminati dalla follia del loro creatore, così lo rinchiusero, portando i suoi desideri di vendetta verso la Justice League ed in particolare verso i nuovi membri Vibe, Gypsy, Acciaio e Vixen e al voler uccidere Vibe.
Un anno dopo, Ivo si costruì un'isola privata popolata da robot. Qui, Ivo creò degli Amazoidi soprannominati "Uomini in Nero", con poteri simili a quelli di Amazo. Gli Amazoidi potevano rubare un superpotere per ciascuno; riuscirono a rubare i poteri di Red Star, Rebis, Valor, Power Girl, Starman e Geo-Force. Tuttavia, questa volta, l'obiettivo di Ivo non era la vendetta, ma il suicidio. Ivo capì che il suo sfiguramento non era dovuto alla pozione ma all'immortalità. Il suo corpo divenne sempre più infetto, sempre più immobile, fino a divenire nient'altro che una statua vivente terrorizzata. Temendo ciò più della morte, ordinò agli Amazoidi di dirigere i loro pieni poteri su di lui. Non funzionò. La leaguer Ice, avendo pietà di lui, chiese inconsapevolmente l'aiuto del potere dell'anello di Guy Gardner per curarlo.
La drammatica esperienza non fu abbastanza per far desistere il professor Ivo dall'idea del siero dell'immortalità e ancora una volta rischiò di rimanere sfigurato dopo aver bevuto un'altra volta il siero. Una volta che Ice e l'anello di Lanterna Verde se ne furono andati, Ivo si consegnò al suo terribile destino e si fece imprigionare.
Recentemente, il Professor Ivo fece ritorno in Justice League of America di Brad Meltzer senza trasfigurazione. Tuttavia, in un combattimento con Black Canary, Arsenal e Lanterna Verde, afferma di voler riottenere la sua immortalità. In Crisi infinita, lo si vede membro della Società segreta dei supercriminali. In Justice League of America n. 4, fu rivelato che egli non è l'artefice dei piani, ma che lavora per un più intelligente Solomon Grundy. Sembra che Grundy stia utilizzando Ivo per costruirgli un corpo Amazo in cui poter vivere per sempre.
Prese anche parte alla storia Salvation Run.

## Crisi finale
La Società segreta dei supercriminali gli assegnò la missione di collezionare campioni del terreno di Auschwitz, in Polonia, che verranno utilizzati per creare la nemesi di Wonder Woman, Genocidio. Ivo porta con lui il suo nuovo androide Red Volcano, per aiutarlo. Durante la missione Ivo non si sente d'accordo nel creare il criminale, così rinuncia agli ordini datigli dai membri della Società e cerca una cura alla sua trasfigurazione.
Dopo il faticoso tormento di Ivo, Red Tornado coordinò con la Justice League un piano per catturare ed imprigionare il suo ex creatore.

## Poteri e abilità
Il Professor Ivo è un genio del crimine e uno scienziato geniale, specializzato nella robotica. È il creatore dell'androide Amazo e della Donna del Domani. Fu anche in grado di creare un siero dell'immortalità.
Il Professor Ivo creò un siero che allungava di parecchio la durata della vita. Tuttavia il siero lasciò il suo corpo sfigurato. Come risultato del suo siero dell'immortalità, Ivo sviluppò una seconda pelle più spessa ed elastica. Questa pelle sembrò essere anti-proiettile e impenetrabile alla maggior parte delle forme di energia.

## Altri media
Il personaggio di Anthony Ivo appare nella serie televisiva Arrow, interpretato da Dylan Neal. Nella serie TV l'uomo andrà alla ricerca del siero della superforza, Mirakuru, infatti è grazie a tale siero che Slade Wilson ottiene i suoi poteri.